# Asakazu Nakai
Asakazu Nakai (中井朝一, Nakai Asakazu) est un directeur de la photographie japonais, né le 29 août 1901 à Kobe et mort le 28 février 1988.
Il est surtout connu pour sa collaboration avec le réalisateur Akira Kurosawa.

## Filmographie

Équipe de tournage de Watashi wa kani ni naritai avec au 1er rang : Asakazu Nakai, Shinobu Hashimoto, Frankie Sakai et Tadao Nakamaru (numéro d'avril 1959 de Kinema Junpō).

- 1933 : Qingdao kara kita onna de Shigeo Tanaka
- 1935 : Fukujusō de Jirō Kawate
- 1939 : Kūsō buraku de Yasuki Chiba
- 1940 : Renga joko de Yasuki Chiba
- 1940 : Hideko no oendancho de Yasuki Chiba
- 1942 : Shiroi hekiga de Yasuki Chiba
- 1942 : Haha no chizu de Yasujirō Shimazu
- 1943 : La Chanson de la lanterne (Uta-andon) de Mikio Naruse
- 1943 : Wakaki hi no yorokobi de Takeshi Sato
- 1944 : Nichijō no tatakai de Yasujirō Shimazu
- 1944 : Raigekitai shutsudo  de Kajirō Yamamoto
- 1945 : Kita no san-nin de Kiyoshi Saeki
- 1946 : Je ne regrette rien de ma jeunesse (わが青春に悔なし, Waga seishun ni kui nashi?) d'Akira Kurosawa
- 1947 : Joyu de Teinosuke Kinugasa
- 1947 : Yottsu no koi no monogatari, film « à épisodes » de Kajirō Yamamoto, Kenta Yamazaki, Teinosuke Kinugasa, Mikio Naruse et Shirō Toyoda
- 1947 : Un merveilleux dimanche (素晴らしき日曜日, Subarashiki nichiyobi?) d'Akira Kurosawa
- 1949 : La Montagne bleue (青い山脈, Aoi sanmyaku?) de Tadashi Imai
- 1949 : La Montagne bleue (seconde partie) (続青い山脈, Zoku aoi sanmyaku?) de Tadashi Imai
- 1949 : Chien enragé (野良犬, Nora inu?) d'Akira Kurosawa
- 1951 : Les Habits de la vanité (偽れる盛装, Itsuwareru seiso?) de Kōzaburō Yoshimura
- 1951 : Aika de Kajirō Yamamoto
- 1951 : Jiyu gakkou de Kōzaburō Yoshimura
- 1951 : La Danseuse (舞姫, Maihime?) de Mikio Naruse
- 1951 : Hopu-san: sararîman no maki de Kajirō Yamamoto
- 1951 : Onnagokoro dare ka shiru de Kajirō Yamamoto
- 1952 : Vivre (生きる, Ikiru?) d'Akira Kurosawa
- 1952 : Oka wa hanazakari de Yasuki Chiba
- 1953 : Un couple (夫婦, Fūfu?) de Mikio Naruse
- 1953 : Monsieur Pū (Pu-san) de Kon Ichikawa
- 1954 : Les Sept Samouraïs (七人の侍, Shichinin no samurai?) d'Akira Kurosawa
- 1955 :  Izumi e no michi de Masanori Kakei
- 1955 : Vivre dans la peur (生きものの記録, Ikimono no kiroku?) d'Akira Kurosawa
- 1956 : Hesokuri shacho de Yasuki Chiba
- 1956 : Zoku hesokuri shacho de Yasuki Chiba
- 1957 : Le Château de l'araignée (蜘蛛巣城, Kumonosu jō?) d'Akira Kurosawa
- 1957 : Ujō de Seiji Hisamatsu
- 1957 : Kiken na eiyu (危険な英雄?) de Hideo Suzuki
- 1957 : Onna goroshi abura jigoku de Hiromichi Horikawa
- 1958 : Yagyu bugeicho - Ninjitsu de Hiroshi Inagaki
- 1958 : Futari dake no hashi de Seiji Maruyama
- 1958 : Kekkon no subete de Kihachi Okamoto
- 1958 : Tabisugata nezumikozo de Hiroshi Inagaki
- 1958 : Kami no taisho de Hiromichi Horikawa
- 1958 : Hadaka no taishō de Hiromichi Horikawa
- 1959 : Watashi wa kani ni naritai (私は貝になりたい?) de Shinobu Hashimoto
- 1959 : Ankokugai no kaoyaku de Kihachi Okamoto
- 1959 : Ai rabu yū de Kengo Furusawa
- 1960 : Shin santō jūyaku: Tabi to onna to sake no maki de Masanori Kakei
- 1960 : Kuroi gashū: Aru sarariman no shōgen (黒い画集 あるサラリーマンの証言?) de Hiromichi Horikawa
- 1960 : Le Baiser du voleur (接吻泥棒, Seppun dorobo?) de Yūzō Kawashima
- 1960 : Aoi yaju de Hiromichi Horikawa
- 1961 : Wakarete ikiru toki mo de Hiromichi Horikawa
- 1961 : La Nuit des femmes (女ばかりの夜, Onna bakari no yoru?) de Kinuyo Tanaka
- 1961 : Dernier Caprice (小早川家の秋, Kohayagawa-ke no aki?) de Yasujirō Ozu
- 1962 : Musume to watashi de Hiromichi Horikawa
- 1963 : Entre le ciel et l'enfer (天国と地獄, Tengoku to jigoku?) d'Akira Kurosawa
- 1964 : Les Plus Belles Escroqueries du monde  (segment "Les Cinq Bienfaiteurs de Fumiko")
- 1965 : Barberousse (film, 1965) 赤ひげ (Akahige?) d'Akira Kurosawa
- 1965 : Senjo ni nagaseru uta de Zenzo Matsuyama
- 1966 : Jinchoge de Yasuki Chiba
- 1967 : Dorifutazu desu yo! Zenshin zenshin matazenshin de Yoshinori Wada
- 1967 : Zoku izoku e de Shirō Moritani
- 1968 : Kubi de Shirō Moritani
- 1968 : Suna no kaori de Katsumi Iwauchi
- 1968 : Konto gojugo-go: Seiki no daijukuten de Yoshinori Wada
- 1969 : Oretachi no kōya de Masanobu Deme
- 1970 : Burabo! Wakadaishō de Katsumi Iwauchi
- 1970 : Akazukinchan kiotsukete (赤頭巾ちゃん気をつけて?) de Shirō Moritani
- 1971 : Saredowareraga bibi yori wakarenōta de Shirō Moritani
- 1971 : Shiosai de Shirō Moritani
- 1972 : Hakuchō no uta nanka kikoenai de Kunihiko Watanabe
- 1972 : Hajimete no tabi de Shirō Moritani
- 1975 : Dersou Ouzala (デルス・ウザーラ, Derusu Uzara?) d'Akira Kurosawa
- 1975 : Hatsuhana de Shusei Kotani
- 1976 : Sri Lanka no ai to wakare de Keisuke Kinoshita
- 1985 : Ran (乱, Ran?) d'Akira Kurosawa

## Distinctions
Sauf indication contraire, les informations mentionnées dans cette section peuvent être confirmées par la base de données cinématographiques IMDb,  présente dans la section « Liens externes ».

### Récompenses
- 1950 : prix Mainichi de la meilleure photographie pour Chien enragé et La Montagne bleue[1]
- 1951 : prix Blue Ribbon de la meilleure photographie pour Les Habits de la vanité[2]
- 1971 : prix Mainichi de la meilleure photographie pour Akazukinchan kiotsukete[3]
- 1986 : National Society of Film Critics Award de la meilleure photographie pour Ran (récompense partagée avec Takao Saitō et Masaharu Ueda)[4]

### Nominations
- 1986 : nommé à l'oscar de la meilleure photographie pour Ran (nomination partagée avec Takao Saitō et Masaharu Ueda)[5]